# Vanessa Blé
Vanessa Blé, née le 15 août 1991 à Abidjan (Côte d'Ivoire) est une joueuse hispano-ivoirienne de basket-ball.

## Biographie
Sa saison 2015-2016 est tronquée par une blessure au tendon d'Achille survenue début janvier 2016.

## Clubs
- 2009-2010 :  CB Puig d'en Valls
- 2010-2011 :  Cadí ICG
- 2011-2013 :  Gran Canaria
- 2013-2014 :  Galatasaray SK
- 2014- :  Perfumerias Avenida Salamanque